# هوم نتورک
هوم نتورک (انگلیسی: Hum Network) شرکت رسانه‌ای پاکستانی است، که در سال ۲۰۰۴ تأسیس شد.